# Ctenusa rufescentior
Ctenusa rufescentior là một loài bướm đêm trong họ Noctuidae.